# Verein für Leibesübungen von 1899 1987-1988
Questa voce raccoglie le informazioni riguardanti il Verein für Leibesübungen von 1899 nelle competizioni ufficiali della stagione 1987-1988.

## Stagione
Nella stagione 1987-1988 l'Osnabrück, allenato da Rolf Grünther e Antun Rudinski, concluse il campionato di 2. Bundesliga al 9º posto. In Coppa di Germania l'Osnabrück fu eliminato al primo turno dal Salmrohr.

## Rosa
| N. |                        | Ruolo | Calciatore          |
| -- | ---------------------- | ----- | ------------------- |
|    | Germania (bandiera)    | P     | Christof Rekers     |
|    | Germania (bandiera)    | P     | Uwe Seiler          |
|    | Germania (bandiera)    | D     | Dirk Gellrich       |
|    | Germania (bandiera)    | D     | Dietmar Grabotin    |
|    | Germania (bandiera)    | D     | Andreas Helmer      |
|    | Germania (bandiera)    | D     | Paul Jaschke        |
|    | Inghilterra (bandiera) | D     | Neale Marmon        |
|    | Germania (bandiera)    | D     | Ulf Metschies       |
|    | Germania (bandiera)    | D     | Andreas Wallenhorst |
|    | Croazia (bandiera)     | D     | Branko Žeravica     |
|    | Germania (bandiera)    | C     | Ansgar Brinkmann    |

| N. |                     | Ruolo | Calciatore          |
| -- | ------------------- | ----- | ------------------- |
|    | Germania (bandiera) | C     | Ralf Heskamp        |
|    | Germania (bandiera) | C     | Stefan Holze        |
|    | Germania (bandiera) | C     | Michael Kalkbrenner |
|    | Germania (bandiera) | C     | Uwe Schmidt         |
|    | Germania (bandiera) | C     | Roland Twyrdy       |
|    | Germania (bandiera) | C     | Dirk Westermann     |
|    | Germania (bandiera) | A     | Heikko Glöde        |
|    | Germania (bandiera) | A     | Gerd Grau           |
|    | Germania (bandiera) | A     | Uwe Jursch          |
|    | Germania (bandiera) | A     | Paul Linz           |

## Organigramma societario
Area tecnica
- Allenatore: Antun Rudinski
- Allenatore in seconda:
- Preparatore dei portieri:
- Preparatori atletici:

## Calciomercato

### Sessione estiva
| Acquisti | Acquisti         | Acquisti                | Acquisti |
| R.       | Nome             | da                      | Modalità |
| -------- | ---------------- | ----------------------- | -------- |
| C        | Ansgar Brinkmann | Uerdingen 05 (juniores) |          |
| D        | Dietmar Grabotin | Fortuna Düsseldorf      |          |
| D        | Paul Jaschke     | Arminia Bielefeld       |          |
| C        | Uwe Schmidt      | Hessen Kassel           |          |

| Cessioni | Cessioni        | Cessioni         | Cessioni |
| R.       | Nome            | a                | Modalità |
| -------- | --------------- | ---------------- | -------- |
| D        | Oskar Bauer     | VfR Mannheim     |          |
| C        | Frank Bohne     | Oldenburg        |          |
| D        | Günter Eymold   | Hessen Kassel    |          |
| A        | Ralf Feuerstein | Arminia Hannover |          |

### Sessione invernale
| Acquisti | Acquisti        | Acquisti | Acquisti |
| R.       | Nome            | da       | Modalità |
| -------- | --------------- | -------- | -------- |
| D        | Branko Žeravica | Osijek   |          |

| Cessioni | Cessioni | Cessioni | Cessioni |
| R.       | Nome     | a        | Modalità |
| -------- | -------- | -------- | -------- |

## Risultati

### 2. Bundesliga

#### Girone di andata
| Arbitro: | Neumann |

|                |           |                   |
| Linz 4’ (rig.) | Marcatori | 42’ Schlotterbeck |

| Arbitro: | Zimmermann |

|                   |           |          |
| Wenzel 11’ (rig.) | Marcatori | 35’ Linz |

| Arbitro: | Theobald |

|            |           |  |
| Jursch 40’ | Marcatori |  |

| Arbitro: | Barnick |

|                                     |           |          |
| Gorka 33’ Schlipper 73’ Wielert 79’ | Marcatori | 66’ Linz |

| Arbitro: | Kruse |

|            |           |              |
| Jursch 73’ | Marcatori | 86’ Steubing |

| Solingen 22 agosto 1987, ore 15:00 CEST 6ª giornata | Union Solingen | 0 – 0 referto | Osnabrück | Stadion am Hermann-Löns-Weg (1 500 spett.)\| Arbitro: \| Boos \| |
| Arbitro:                                            | Boos           |               |           |                                                                  |

| Arbitro: | Dardenne |

|                         |           |          |
| Schweizer 2’ Schaub 68’ | Marcatori | 78’ Linz |

| Arbitro: | Gochermann |

|          |           |                                   |
| Linz 90’ | Marcatori | 21’ (rig.) Schlegel 85’ Schneider |

| Arbitro: | Schäfer |

|  |           |                   |
|  | Marcatori | 7’ Linz 28’ Glöde |

| Arbitro: | Schmidt |

|          |           |            |
| Linz 57’ | Marcatori | 89’ Zschau |

| Arbitro: | Weber |

|                       |           |                                         |
| Müller 6’ Brummer 71’ | Marcatori | 54’ Metschies 65’, 86’ Jursch 70’ Glöde |

| Arbitro: | Werner |

|                              |           |  |
| Glöde 32’, 87’ Metschies 73’ | Marcatori |  |

| Arbitro: | Kautschor |

|                       |           |                         |
| Neuhaus 77’ Pusch 90’ | Marcatori | 17’ Glöde 81’ Metschies |

| Arbitro: | Kriegelstein |

|                                         |           |                       |
| Metschies 37’ Glöde 38’ Linz 88’ (rig.) | Marcatori | 17’ Thomas 87’ Schütz |

| Arbitro: | Reinstädtler |

|  |           |                           |
|  | Marcatori | 79’ Metschies 87’ Heskamp |

| Arbitro: | Fux |

|                     |           |                     |
| Glöde 26’, 46’, 73’ | Marcatori | 21’ Menke 35’ Myyry |

| Bielefeld 7 novembre 1987, ore 15:00 CET 17ª giornata | Arminia Bielefeld | 0 – 0 referto | Osnabrück | Bielefelder Alm (8 000 spett.)\| Arbitro: \| Bauer \| |
| Arbitro:                                              | Bauer             |               |           |                                                       |

| Arbitro: | Gochermann |

|                        |           |            |
| Jursch 21’ Jaschke 44’ | Marcatori | 23’ Kügler |

| Arbitro: | Müller |

|             |           |            |
| Posniak 55’ | Marcatori | 76’ Marmon |

#### Girone di ritorno
| Arbitro: | Schäfer |

|                    |           |  |
| Hein 19’ Hotić 88’ | Marcatori |  |

| Arbitro: | Neumann |

|            |           |  |
| Jursch 90’ | Marcatori |  |

| Arbitro: | Löwer |

|                  |           |  |
| Schlumberger 17’ | Marcatori |  |

| Arbitro: | Kröger |

|                        |           |                              |
| Pickenäcker 61’ (aut.) | Marcatori | 23’ Dezelak 38’ (rig.) Gothe |

| Arbitro: | Amerell |

|              |           |           |
| Okwaraji 41’ | Marcatori | 18’ Glöde |

| Arbitro: | Zimmermann |

|                            |           |             |
| Glöde 3’, 38’ Gellrich 77’ | Marcatori | 17’ Biernat |

| Arbitro: | Weber |

|  |           |         |
|  | Marcatori | 23’ Löw |

| Arbitro: | Wittke |

|                             |           |                           |
| Schlegel 30’ (rig.) Dum 69’ | Marcatori | 16’, 34’ Glöde 45’ Helmer |

| Arbitro: | Kautschor |

|           |           |           |
| Holze 77’ | Marcatori | 81’ Wolff |

| Arbitro: | Ahlenfelder |

|                              |           |  |
| Gries 9’, 76’ Sendscheid 49’ | Marcatori |  |

| Arbitro: | Assenmacher |

|            |           |                    |
| Jursch 76’ | Marcatori | 86’ (rig.) Brummer |

| Arbitro: | Reinstädtler |

|                        |           |          |
| Pförtner 58’ Fuchs 63’ | Marcatori | 24’ Linz |

| Arbitro: | Brückner |

|            |           |                |
| Marmon 70’ | Marcatori | 90’ Regenbogen |

| Arbitro: | Fux |

|              |           |  |
| Živković 10’ | Marcatori |  |

| Arbitro: | Birlenbach |

|                 |           |  |
| Linz 24’ (rig.) | Marcatori |  |

| Arbitro: | Amerell |

|                                                |           |  |
| Menke 4’ Vorholt 30’ (rig.) van der Pütten 74’ | Marcatori |  |

| Arbitro: | Kriegelstein |

|                         |           |  |
| Glöde 51’ Metschies 84’ | Marcatori |  |

| Arbitro: | Dellwing |

|                         |           |  |
| Jankovic 20’ Kontny 76’ | Marcatori |  |

| Arbitro: | Weber |

|            |           |                      |
| Helmer 80’ | Marcatori | 50’ Gutzler 65’ Kuhl |

### Coppa di Germania
| Arbitro: | Paulus |

|                            |           |  |
| Rolshausen 36’ Irmisch 82’ | Marcatori |  |

## Statistiche

### Statistiche di squadra
| Competizione      | Punti | In casa | In casa | In casa | In casa | In casa | In casa | In trasferta | In trasferta | In trasferta | In trasferta | In trasferta | In trasferta | Totale | Totale | Totale | Totale | Totale | Totale | DR |
| Competizione      | Punti | G       | V       | N       | P       | Gf      | Gs      | G            | V            | N            | P            | Gf           | Gs           | G      | V      | N      | P      | Gf     | Gs     | DR |
| ----------------- | ----- | ------- | ------- | ------- | ------- | ------- | ------- | ------------ | ------------ | ------------ | ------------ | ------------ | ------------ | ------ | ------ | ------ | ------ | ------ | ------ | -- |
| 2. Bundesliga     | 38    | 19      | 9       | 6       | 4       | 28      | 19      | 19           | 4            | 6            | 9            | 19           | 28           | 38     | 13     | 12     | 13     | 47     | 47     | 0  |
| Coppa di Germania | -     | 0       | 0       | 0       | 0       | 0       | 0       | 1            | 0            | 0            | 1            | 0            | 2            | 1      | 0      | 0      | 1      | 0      | 2      | -2 |
| Totale            | 38    | 19      | 9       | 6       | 4       | 28      | 19      | 20           | 4            | 6            | 10           | 19           | 30           | 39     | 13     | 12     | 14     | 47     | 49     | -2 |

### Andamento in campionato
| Giornata  | 1 | 2  | 3 | 4  | 5  | 6  | 7  | 8  | 9  | 10 | 11 | 12 | 13 | 14 | 15 | 16 | 17 | 18 | 19 | 20 | 21 | 22 | 23 | 24 | 25 | 26 | 27 | 28 | 29 | 30 | 31 | 32 | 33 | 34 | 35 | 36 | 37 | 38 |
| --------- | - | -- | - | -- | -- | -- | -- | -- | -- | -- | -- | -- | -- | -- | -- | -- | -- | -- | -- | -- | -- | -- | -- | -- | -- | -- | -- | -- | -- | -- | -- | -- | -- | -- | -- | -- | -- | -- |
| Luogo     | C | T  | C | T  | C  | T  | T  | C  | T  | C  | T  | C  | T  | C  | T  | C  | T  | C  | T  | T  | C  | T  | C  | T  | C  | C  | T  | C  | T  | C  | T  | C  | T  | C  | T  | C  | T  | C  |
| Risultato | N | N  | V | P  | N  | N  | P  | P  | V  | N  | V  | V  | N  | V  | V  | V  | N  | V  | N  | P  | V  | P  | P  | N  | V  | P  | V  | N  | P  | N  | P  | N  | P  | V  | P  | V  | P  | P  |
| Posizione | 8 | 10 | 7 | 13 | 14 | 14 | 14 | 16 | 14 | 12 | 12 | 9  | 8  | 5  | 5  | 4  | 4  | 3  | 3  | 4  | 4  | 6  | 7  | 7  | 6  | 7  | 6  | 6  | 7  | 8  | 9  | 8  | 9  | 8  | 9  | 8  | 9  | 9  |

Legenda:

Luogo: C = Casa; T = Trasferta. Risultato: V = Vittoria; N = Pareggio; P = Sconfitta.

### Statistiche dei giocatori
| Giocatore      | 2. Bundesliga | 2. Bundesliga | 2. Bundesliga | 2. Bundesliga | Coppa di Germania | Coppa di Germania | Coppa di Germania | Coppa di Germania | Totale   | Totale | Totale      | Totale     |
| Giocatore      | Presenze      | Reti          | Ammonizioni   | Espulsioni    | Presenze          | Reti              | Ammonizioni       | Espulsioni        | Presenze | Reti   | Ammonizioni | Espulsioni |
| -------------- | ------------- | ------------- | ------------- | ------------- | ----------------- | ----------------- | ----------------- | ----------------- | -------- | ------ | ----------- | ---------- |
| A. Brinkmann   | 12            | 0             | 0             | 0             | 0                 | 0                 | 0                 | 0                 | 12       | 0      | 0           | 0          |
| D. Gellrich    | 35            | 1             | 8             | 0             | 1                 | 0                 | 0                 | 0                 | 36       | 1      | 8           | 0          |
| H. Glöde       | 38            | 15            | 2             | 0             | 1                 | 0                 | 0                 | 0                 | 39       | 15     | 2           | 0          |
| D. Grabotin    | 29            | 0             | 4             | 0             | 1                 | 0                 | 0                 | 0                 | 30       | 0      | 4           | 0          |
| G. Grau        | 7             | 0             | 0             | 0             | 0                 | 0                 | 0                 | 0                 | 7        | 0      | 0           | 0          |
| A. Helmer      | 31            | 2             | 7             | 0             | 1                 | 0                 | 0                 | 0                 | 32       | 2      | 7           | 0          |
| R. Heskamp     | 38            | 1             | 2             | 0             | 1                 | 0                 | 0                 | 0                 | 39       | 1      | 2           | 0          |
| S. Holze       | 23            | 1             | 0             | 0             | 1                 | 0                 | 0                 | 0                 | 24       | 1      | 0           | 0          |
| P. Jaschke     | 30            | 1             | 5             | 0             | 0                 | 0                 | 0                 | 0                 | 30       | 1      | 5           | 0          |
| U. Jursch      | 35            | 7             | 4             | 0             | 1                 | 0                 | 0                 | 0                 | 36       | 7      | 4           | 0          |
| M. Kalkbrenner | 2             | 0             | 0             | 0             | 1                 | 0                 | 0                 | 0                 | 3        | 0      | 0           | 0          |
| P. Linz        | 34            | 10            | 6             | 0             | 1                 | 0                 | 0                 | 0                 | 35       | 10     | 6           | 0          |
| N. Marmon      | 28            | 2             | 5             | 1             | 1                 | 0                 | 0                 | 0                 | 29       | 2      | 5           | 1          |
| U. Metschies   | 29            | 6             | 3             | 1             | 1                 | 0                 | 0                 | 0                 | 30       | 6      | 3           | 1          |
| C. Rekers      | 17            | 0             | 0             | 0             | 0                 | 0                 | 0                 | 0                 | 17       | 0      | 0           | 0          |
| U. Schmidt     | 20            | 0             | 2             | 0             | 1                 | 0                 | 0                 | 0                 | 21       | 0      | 2           | 0          |
| U. Seiler      | 21            | 0             | 1             | 0             | 1                 | 0                 | 0                 | 0                 | 22       | 0      | 1           | 0          |
| R. Twyrdy      | 2             | 0             | 0             | 0             | 0                 | 0                 | 0                 | 0                 | 2        | 0      | 0           | 0          |
| A. Wallenhorst | 30            | 0             | 8             | 0             | 0                 | 0                 | 0                 | 0                 | 30       | 0      | 8           | 0          |
| D. Westermann  | 1             | 0             | 0             | 0             | 0                 | 0                 | 0                 | 0                 | 1        | 0      | 0           | 0          |
| B. Žeravica    | 16            | 0             | 6             | 0             | 0                 | 0                 | 0                 | 0                 | 16       | 0      | 6           | 0          |